# Big Tymers

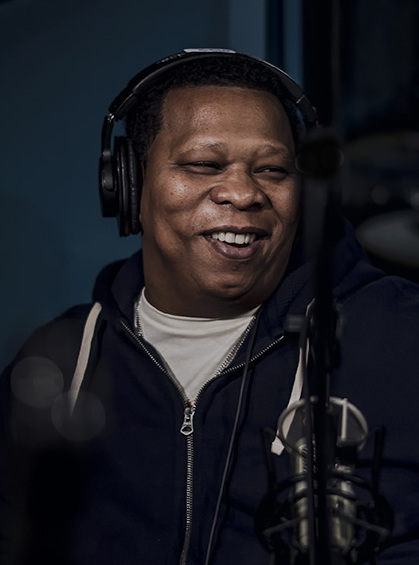
Mannie Fresh interview on The Come Up Show

Big Tymers é um duo americano de hip-hop, o qual ficou em atividade de 1998 a 2005 e vieram de New Orleans, Louisiana.